# Украинцы во Франции
Украинцы во Франции (укр. Українці у Франції, фр. Les Ukrainiens en France) — одна из национальных общин на территории Франции, численность которой по оценочным данным составляет 40 000 человек. Подавляющее большинство из них составляют потомки политических эмигрантов, перемещённых лиц.

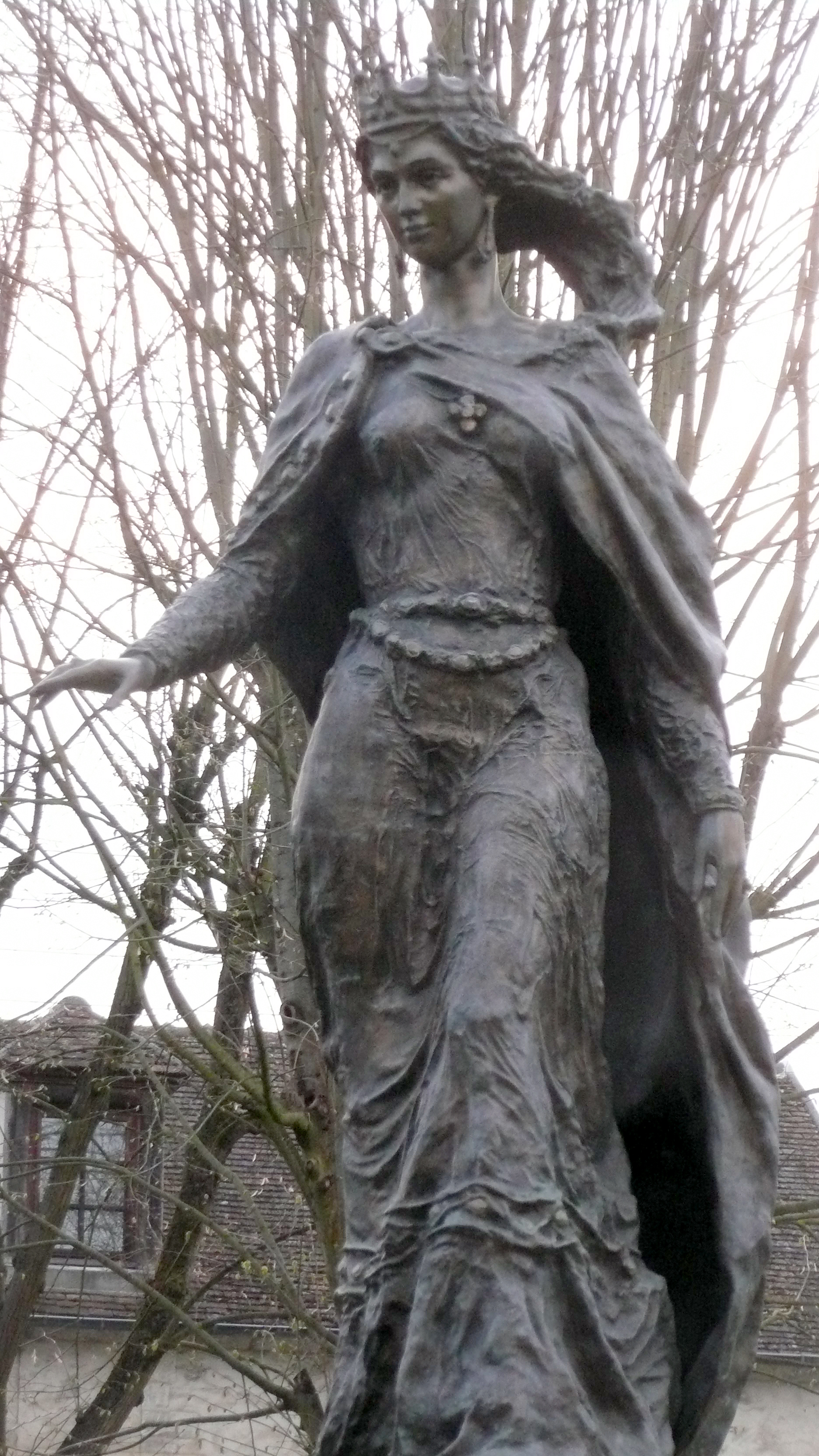
Памятник королеве Франции Анне Киевской в Санлисе

## История
Первыми известными выходцами с территории нынешних украинских земель, которые поселились во Франции, можно считать Анну Ярославну, дочь киевского князя Ярослава Мудрого, которая в 1051 году вышла замуж за французского короля Генриха I, и ее окружение.
Основные волны украинской эмиграции во Францию пришлись на период после I и II мировых войн.
Первая украинская организация во Франции возникла в 1908 году под названием «Украинская община в Париже».
В Париже проживал и работал глава Директории УНР Симон Петлюра, а также Серж Лифарь — выдающийся деятель хореографии Франции украинского происхождения, основатель Парижского университета хореографии и Университета танца.
С 1927 года в Париже находится Музей Симона Петлюры и Украинская библиотека им. Симона Петлюры. В её фондах сохранились книги, документы, архивы XX века, в частности, касающиеся Украинской Народной Республики. Директор библиотеки — Ярослава Йосипишин.
С 1951 года в городке Сарсель под Парижем находится Европейское отделение Научное общество имени Тараса Шевченко. Здесь была сосредоточена работа над изданием «Энциклопедии украиноведения». Научное общество имеет большой архив и библиотеку, которая насчитывает 25 тыс. томов. Председателем НОШ является профессор Украинского свободного университета в Мюнхене Владимир Косик.

## Современность
|  |  |  |  |

В настоящее время во Франции существует ряд украинских общественно-политических организаций, которые в 1997 году объединились в Репрезентативный комитет украинской общины во Франции. Комитет, в который вошли в частности «Объединение украинцев во Франции», «Объединение французов украинского происхождения», «Союз украинок во Франции», «Общество бывших воинов Армии УНР», «Союз украинской молодежи», «Союз украинских студентов» координирует практически все общественное и культурное жизни украинцев во Франции. Председателем Комитета в 2015 году был избран Тарас Горишный.
Украинская идентичность поддерживается благодаря работе украинских субботних школ. Две из них проводят обучение в Париже, одна Страсбурге. В 2005 г. Культурно-информационный центр Посольства принял под свою крышу Украинскую школу искусств, которая по согласованию Минобразования Украины предоставляет услуги по программе Украинской международной школы.
В Национальном институте восточных языков и цивилизаций Парижской Сорбонны является кафедра украинского языка. В июле 2015 году между указанным Институтом и Киево-Могилянской академией было подписано соглашение о сотрудничестве.
Среди украинских художественных коллективов во Франции самым популярным и активным является хор собора Святого Владимира (г. Париж, дирижер Леся Микитин).

## Религия
Основной религиозной конфессией украинцев Франции является Украинская греко-католическая церковь.
22 июля 1960 года Римский папа Иоанн XXIII издал буллу Aeterni Pastoris, которой учредил апостольский экзархат Франции. При создании территория экзархата ограничивалась только Францией, однако позднее, с назначением экзархом Михаила Гринчишина, его душпастырской опеке были поручены также украинские греко-католики, проживающие в странах Бенилюкса и Швейцарии.
19 января 2013 года Папа Римский Бенедикт XVI возвёл апостольский экзархат Франции в ранг епархии под названием Епархия Святого Владимира Великого в Париже для украинцев византийского обряда. Первым правящим епископом епархии стал Борис Гудзяк.

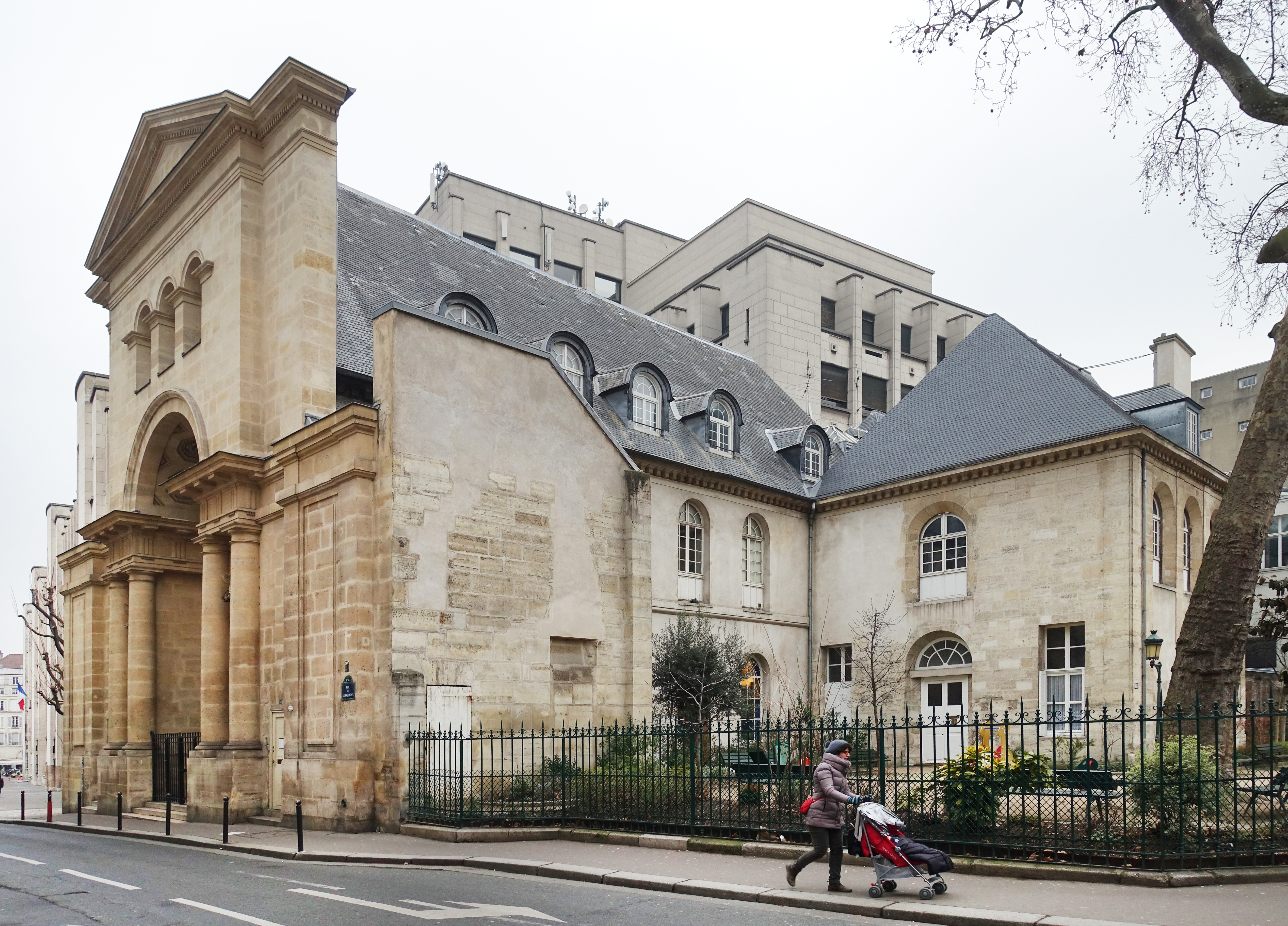
Кафедральный собор Святого Владимира в Париже (УГКЦ)

### Собор Владимира Киевского (УГКЦ)
В Париже находится кафедральный собор апостольского экзархата для украинских греко-католиков во Франции, странах Бенилюкса и Швейцарии. Расположен в часовне бывшего госпиталя «Шарите» на бульваре Сен-Жермен.
Еженедельно участие в богослужениях в соборе святого Владимира Великого в Париже принимают участие около 250—300 человек, по большим праздникам — более тысячи, в основном современные трудовые мигранты с Украины.
При храме действует кафедральный хор, иконописная и катехизическая школы, а также украинская субботняя школа, которую посещают около сорока детей. При церкви организуются совместные празднования религиозных и украинских национальных праздников и памятных дат. Настоятелем собора является священник Михаил Романюк.

## Украинские организации
В настоящее время во Франции официально действует множество украинских общественных объединений:
| - Репрезентативный комитет украинской общины во Франции - Объединение украинцев Франции - Союз украинской молодежи Франции - Ассоциация украинских студентов Франции - Союз украинок Франции - Украинская библиотека им. Симона Петлюры в Париже - Научное общество им. Т.Шевченко в Европе - Ассоциация украинских специалистов во Франции | - Культурная франко-украинская ассоциация «Весна» - Ассоциация Украины «Действие» - Украинская школа Св. Владимира, г. Париж - Франко-украинская ассоциация «Украинская школа в Париже» - Газета «Украинское слово» - Украинский хор при соборе Св. Владимира Великого - Украинский литературный клуб - Ассоциация Лион-Украина |

|  |  |  |  |